# Televizor

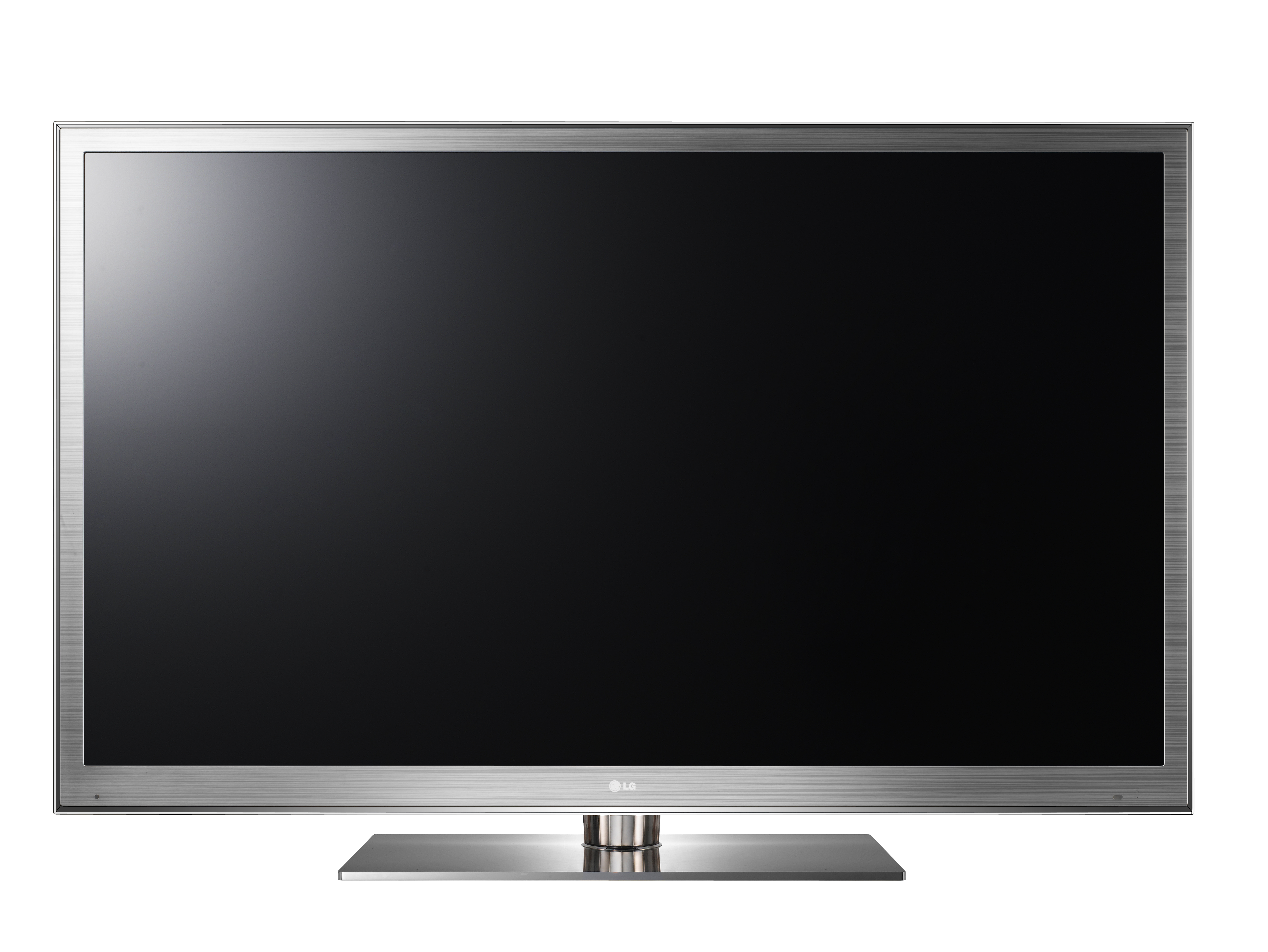
LCD televizor

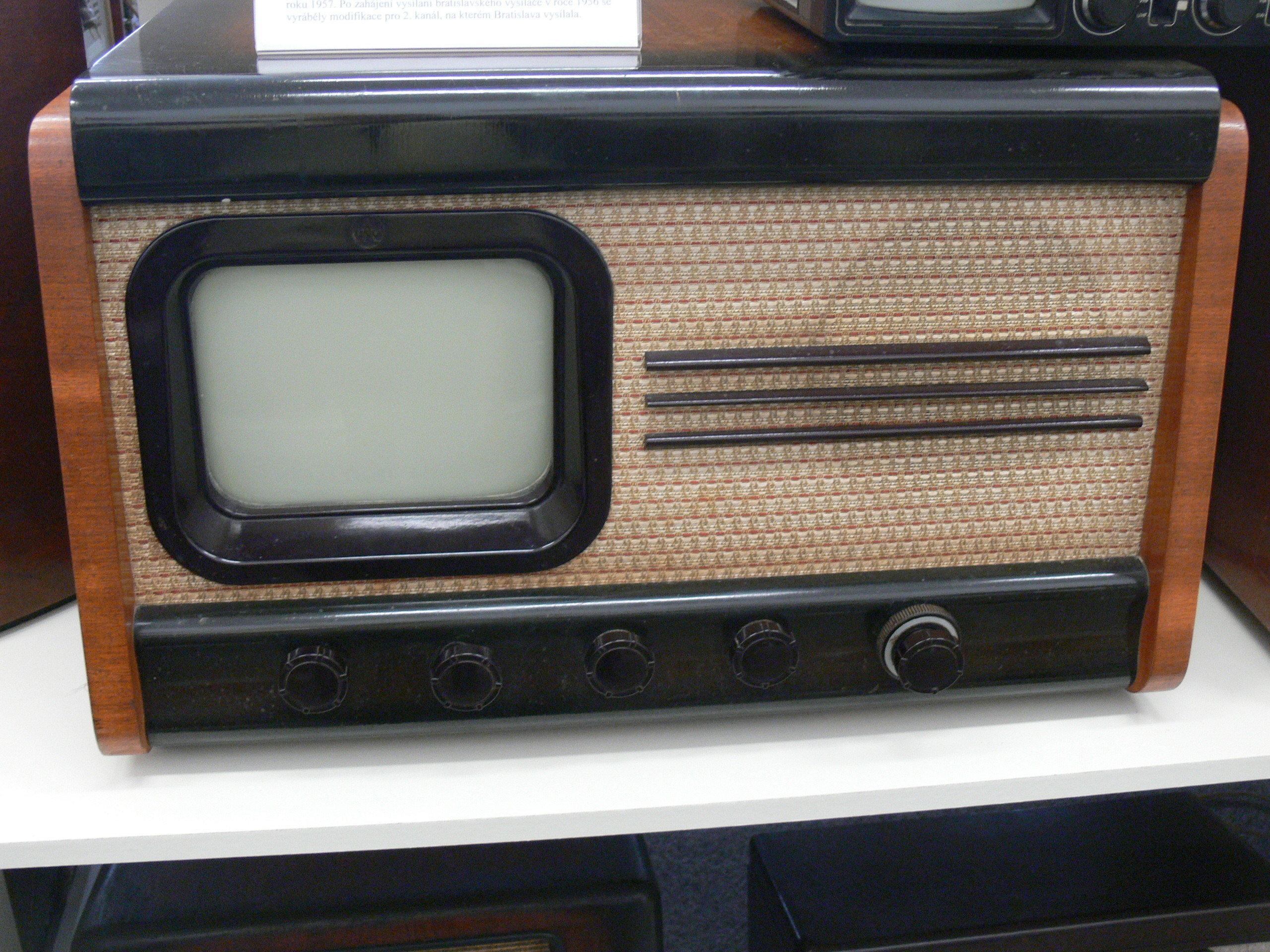
První československý televizor Tesla 4001A z roku 1953.

Televizní přijímač čili televizor, často nepřesně nazývaný televize, je označení pro koncové zařízení pro příjem televizního vysílání (obvykle se jedná o zvláštní elektronický přístroj), na kterém lidé sledují televizní vysílání nebo vysílání průmyslové televize.

## Historie
První přenos obrazu se uskutečnil v roce 1926 v Londýně. Za úspěchem stojí Skot John Logie Baird. V roce 1928 provedl první dálkový přenos obrazu mezi Londýnem a New Yorkem. První mechanické televizory byly prodávány do roku 1934. Poté se prodávaly jen elektronické.
V roce 1944 byla poprvé představena Bairdem zcela první elektronická barevná televize.
První televizor v Československu byl sestaven v roce 1935 docentem Jaroslavem Šafránkem.

## Způsob přijmu a zobrazení
V televizorech se dříve (mimo doby vzniku televize a televizorů) používala výhradně klasická televizní obrazovka na bázi katodové trubice (CRT), později plazmové obrazovky a LCD (tekuté krystaly). Dnes převažují LED televizory (klamavé označení; jedná se o LCD televizory, jejichž LCD panely jsou podsvětleny bílými LED diodami, nikoliv CCFL trubicemi) a tzv. „3D televize“, které umí zobrazovat i vysílání a filmy stereoskopicky („ve třech rozměrech“). Současné televizory umožňují přijímat hybridní způsob vysílání HbbTV („hybridní TV“) a přístup na internet (televizor lze ovládat i pomocí klávesnice a myši zapojené v USB). Televizory umožňují komunikaci s PC, prohlížení fotografií a videí uložených na flash paměti. Televizory s operačním systémem (např. Android) mívají funkce tzv. smart TV („chytré TV“).
Nedílnou součástí každého televizního přijímače je zvukový díl. U analogového televizoru je to vlastně rozhlasový přijímač pro příjem FM (frekvenční modulace), který přijímá signál, jehož kmitočet se (v české normě) liší o 6,5 MHz od kmitočtu obrazového signálu.
Paradoxem současných typů (analogových i digitálních) televizorů je poměrně nízká kvalita zvukové části (kvůli tenkému profilu) – televizory ze sedmdesátých nebo osmdesátých let dvacátého století mají zvukový díl (a tím i reprodukci zvuku) podstatně kvalitnější.
K televizoru je možno také připojit další zařízení určená pro přehrávání nebo záznam televizního obrazu a zvuku, např. videorekordér, videokameru, DVD přehrávač, DVD rekordér, digitální fotoaparát, herní konzole, HDD apod.
Kromě toho lze televizní vysílání také sledovat na obrazovkách počítačů. V takovém případě se může jednat o:
- příjem klasického televizního signálu (šířený bezdrátově nebo v systémech kabelových televizí) za použití speciálního hardwaru – televizní karty;
- internetové vysílání televizního signálu – signál bývá v tomto případě interpretován především pomocí specializovaného softwaru.